# Грачёв, Александр Павлович
Александр Павлович Грачёв (род. 28 июля 1984 года в Москве) — российский фигурист. выступавший в танцах на льду. Участник чемпионата мира (2006) и зимней Универсиады (2005), чемпион мира среди юниоров (2004). Мастер спорта России международного класса.

## Карьера
С Еленой Романовской дважды подряд становился бронзовым призёром чемпионата мира среди юниоров (2002 и 2003), а в 2004 году наконец выиграли этот турнир. Тренировались у Светланы Алексеевой и Елены Кустаровой.
На чемпионате России 2006 года заняли четвёртое место и вошли в сборную команду России на Олимпиаде в Турине в качестве запасных.
После, их первого «взрослого» чемпионата мира 2006 года, где они стали 23—ми, пара распалась. Елена отправилась в Канаду искать нового партнёра, а Александр пропустив сезон 2006—2007, нашёл новую партнёршу — Анастасию Платонову.
На чемпионате России 2008 года новый дуэт стал пятым. Больше в сезоне 2007—2008 они нигде не выступали.
В сезоне 2008—2009, пара завоевала серебряные медали турнира «Finlandia Trophy» и приняла участия в серии Гран-при на этапе «Cup of Russia», где стала седьмой. На чемпионате России 2009, дуэт повторил свой прошлогодний результат — они снова пятые. Летом 2009 года дуэт сменил тренера — перешли к Александру Жулину.
На чемпионате России 2010 они выступили неудачно, заняли лишь 7-е место и приняли решение закончить спортивную карьеру.

## Спортивные достижения
(с А.Платоновой)
| Соревнование                   | 2007—2008 | 2008—2009 | 2009—2010 |
| ------------------------------ | --------- | --------- | --------- |
| Чемпионаты России              | 5         | 5         | 7         |
| Этапы Гран-при: Cup of Russia  |           | 7         | 5         |
| Турниры «Finlandia Trophy»     |           | 2         | 2         |
| Турниры «NRW Trophy», Дортмунд |           | 1         |           |

(с Е.Романовской)
| Соревнование                          | 1999—2000 | 2000—2001 | 2001—2002 | 2002—2003 | 2003—2004 | 2004—2005 | 2005—2006 |
| ------------------------------------- | --------- | --------- | --------- | --------- | --------- | --------- | --------- |
| Чемпионаты мира                       |           |           |           |           |           |           | 23        |
| Чемпионаты мира среди юниоров         |           | 6         | 3         | 3         | 1         |           |           |
| Чемпионаты России                     | 7J        | 4J        | 2J        | 3J        | 2J        | 4         | 4         |
| NHK Trophy                            |           |           |           |           |           |           | 6         |
| Skate Canada International            |           |           |           |           |           |           | 5         |
| Skate America                         |           |           |           |           |           | 11        |           |
| Зимние Универсиады                    |           |           |           |           |           | 4         |           |
| Финалы юниорского Гран-при            |           | 5         | 2         | 3         | 2         |           |           |
| Этапы юниорского Гран-при, Япония     |           |           |           |           | 2         |           |           |
| Этапы юниорского Гран-при, Словакия   |           |           |           | 1         | 1         |           |           |
| Этапы юниорского Гран-при, Италия     |           |           |           | 2         |           |           |           |
| Этапы юниорского Гран-при, Нидерланды |           |           | 1         |           |           |           |           |
| Этапы юниорского Гран-при, Швеция     |           |           | 1         |           |           |           |           |
| Этапы юниорского Гран-при, Польша     |           | 1         |           |           |           |           |           |
| Этапы юниорского Гран-при, Германия   |           | 3         |           |           |           |           |           |

J=юниорский уровень